# Log Mboungue
Pour les articles homonymes, voir Log.
Log Mboungue ou Log Mbougue est un village de la Région du Littoral du Cameroun, situé dans la commune de Ndom. 

## Population et développement
En 1967, la population de Log Mboungue était de 139 habitants, essentiellement des Babimbi du peuple Bassa. La population de Log Mboungue était de 106 habitants dont 53 hommes et 53 femmes, lors du recensement de 2005.  